# خاویر کاموناس
خاویر کاموناس (انگلیسی: Javier Camuñas؛ زادهٔ ۱۷ ژوئیهٔ ۱۹۸۰) بازیکن فوتبال اهل اسپانیا است.
از باشگاه‌هایی که در آن بازی کرده‌است می‌توان به باشگاه فوتبال ویارئال، باشگاه فوتبال رایو وایکانو، باشگاه فوتبال رئال مادرید، باشگاه فوتبال رکریتیوو اوئلوا، باشگاه فوتبال دپورتیوو لاکرونیا، باشگاه فوتبال اوساسونا، باشگاه فوتبال ختافه، و باشگاه فوتبال خرز اشاره کرد.